# Blind HoЯses
Blind HoЯses es una banda de música heavy metal formada en México, Distrito Federal. Blind HoЯses es frecuentemente mencionado por sus colaboraciones en las Plazas Culturales de la Ciudad de México, como también por sus presentaciones organizadas por el gobierno del Distrito Federal.

## Comienzos
La banda se formó hace tiempo, con Miguel Pacheco en la voz y guitarra, Carlos Mercado en la batería tocando covers de Guns N' Roses y KoЯn; tenían colaboraciones de familiares y amigos para cualquiera de los instrumentos. Meses después se unieron Fernando en el bajo y Miguel, quien tiene mucha influencia de bandas de thrash metal como Slayer, Metallica y Megadeth, en la guitarra para completar la agrupación y a tan solo 3 días de ensayo la banda empezó darse a conocer en las pequeñas localidades aledañas y plazas culturales.
El debut de Blind HoЯses en directo tendría lugar el 31 de marzo de 2007 en un evento cultural del PRD; en esta actuación la falta de experiencia sobre el escenario significó un problema menor para la banda. La banda se presentó en el zócalo de la Ciudad de México donde recibieron una gran ovación del público y este evento fue el primero con la alineación definitiva y actual.

## Formación definitiva
Aunque los primeros conciertos de la banda fueron aceptables, la banda replanteó la incursión de un vocalista mientras Miguel y Eduardo fuesen los dos guitarristas de la banda. Karim "Adidas" fue admitido en el seno del grupo para los próximos eventos y por primera vez como quinteto, el estilo de Blind HoЯses sería fuertemente influido por la llegada del nuevo vocalista. 
Después de algunas presentaciones como quinteto, empezaron los problemas con Miguel Pacheco derivados de problemas personales de cada uno de los integrantes y terminó en la expulsión definitiva del guitarrista, quedando en fila la guitarra rítmica que sería ocupada por Karim, dando desde ese momento un cambio radical al sonido de Blind HoЯses.

## Sonido e influencias
Aunque desde el principio el estilo musical de Blind HoЯses apuntaba hacia un grunge propio centrado en elaborados solos de guitarra, el grupo optó por un estilo influido por grupos como Metallica, KoЯn, Children of Bodom, los cuales no solo abarcaron aspectos en el ámbito preferencial sino que influyeron fuertemente en la técnica y ejecución por parte de cada uno de los integrantes. Todos los covers que han sido tocados en directo han sido versiones propias de la banda:

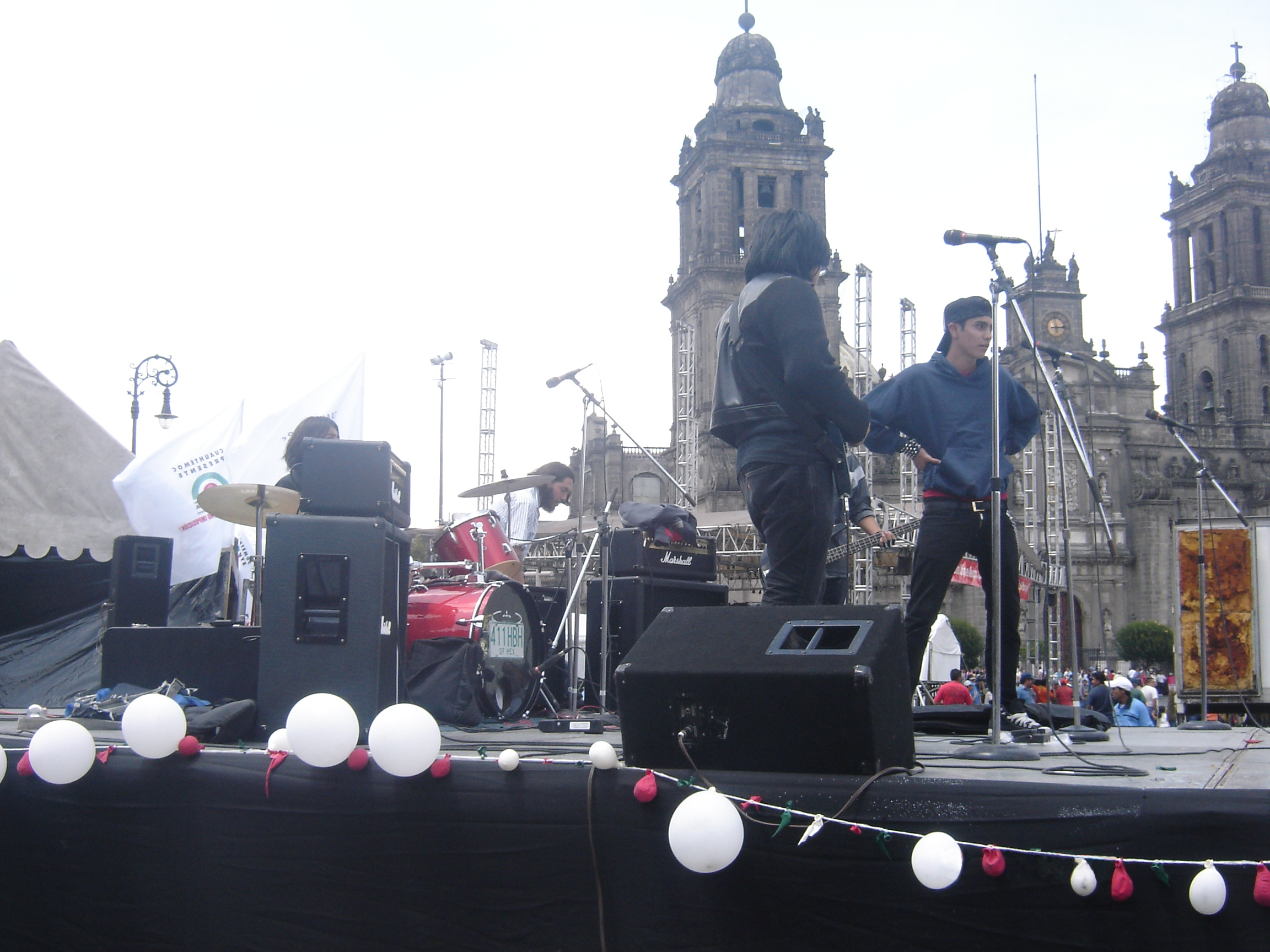
Blind HoЯses en el Zócalo de la Ciudad de México.

| Grupo         | Canción                  | Disco                     |
| ------------- | ------------------------ | ------------------------- |
| Metallica     | Enter Sandman            | Metallica                 |
| Metallica     | Seek and Destroy         | Kill 'em All              |
| Metallica     | For Whom The Bells Tolls | Ride The Lightning        |
| KoЯn          | Blind                    | KoЯn                      |
| KoЯn          | Right Now                | Take a Look in the Mirror |
| Ozzy Osbourne | Paranoid                 | Speak of the Devil        |
| Nirvana       | Smells Like Teen Spirit  | Nevermind                 |
| Ramones       | Blitzkrieg Bop           | Ramones                   |

## Miembros

### Actuales
- Karim - Voz / guitarra rítmica
- Miguel Amezcua - Segunda voz / guitarra solista
- Carlos Mercado - Batería
- Fernando López - Bajo

### Anteriores
- Miguel Pacheco - Voz / guitarra rítmica

- Datos: Q6397010